# Autovía GR-43
La Autovía GR-43 es una autovía que unirá Pinos Puente con Granada, con objeto de suplir las funciones que actualmente posee la carretera nacional N-432 entre estas dos poblaciones, que se encuentra saturada de vehículos, tanto por los que se dirigen desde Córdoba como para dar servicio a los polígonos industriales que se concentran a ambos lados de dicho tramo de la N-432.
La GR-43 nace antes de la entrada a Pinos Puente, hacia la izquierda (sentido hacia Granada), más o menos donde nace la A-336 y recorrerá la Vega de Granada, pasando sobre las vías de ferrocarril Granada-Bobadilla, para cruzarse (mediante enlaces) con la actual A-92 y la Segunda circunvalación de Granada A-44, para terminar en la autovía A-92G a la altura de un kilómetro aproximadamente más al oeste de lo que lo hace la actual N-432. La GR-43 queda al sur de los núcleos urbanos de Pinos Puente y Atarfe, así como al sur de la N-432.
La GR-43 atraviesa los términos municipales de Pinos Puente, Atarfe, Fuente Vaqueros, Santa Fe y una vez finalizadas las obras del tramo Atarfe-Granada lo hará también en el término municipal de Granada (todos ellos en la provincia de Granada). Tras la construcción de la GR-43, la N-432 seguirá funcionando como vía de acceso a los polígonos industriales.

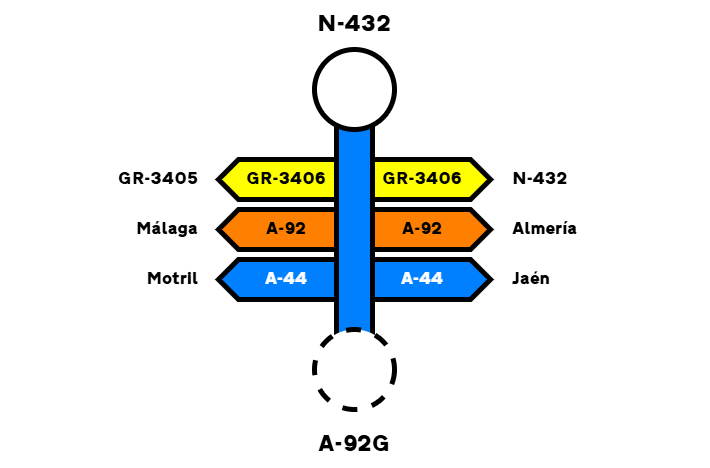
Itinerario de la GR-43 en 2025.

## Tramos
- Primer Tramo: N-432 (posteriormente A-81; en Pinos Puente) -- Segunda circunvalación de Granada A-44 (en Atarfe). Este tramo consta de 4 enlaces:

- Uno con la N-432 en el núcleo de Pinos Puente
- Otro con la GR-NO-14 (actual GR-3406), que permite el acceso al polígono industrial de Fuente Vaqueros y a su propio núcleo de población
- Otro con la A-92
- Otro con la A-44
- Segundo Tramo: Segunda circunvalación de Granada A-44 (en Atarfe) -- A-92G (en Granada). Longitud: 2 Km

| Denominación | Tramo                       | Kilómetros | Año servicio / Estado (2025)                     |
| ------------ | --------------------------- | ---------- | ------------------------------------------------ |
|              | Granada A-92G - Atarfe      | 2          | En obras (apertura retrasada a mediados de 2026) |
| GR-43        | Atarfe - Pinos Puente N-432 | 9,7        | 2021                                             |